# Вишнёвое (Селидовский городской совет)
Вишнёвое (укр. Вишневе) — посёлок городского типа, входит в Селидовский городской совет Донецкой области Украины. Расположен на реке Солёная.
Население по переписи 2001 года составляло 282 человека.
По информации Института изучения войны, опубликованной 6 ноября 2024 года, Вооружённые силы РФ заняли село Вишнёвое. 